# Ф'ючерсна біржа
Ф'ючерсна біржа (іноді Біржа деривативів) - біржа, торгівля на якій ведеться ф'ючерсними контрактами - контрактами на поставку біржових товарів або цінних паперів в майбутньому.

## Історія ф'ючерсної торгівлі
«Політика» Аристотеля містить одне з найбільш ранніх письмових згадок про торгівлю ф'ючерсами: Фалес Мілетський розробив «фінансовий прийом, який може мати універсальне застосування». Фалес на підставі астрономічних даних передбачив, що урожай оливок буде виключно хороший восени наступного року. Впевнений у своєму прогнозі, він уклав угоди з власниками маслоробень в Мілеті і на Хіосі і передав їм в завдаток свої гроші, щоб гарантувати собі ексклюзивне право використовувати їх оливкові преси, коли дозріє урожай. Фалес уклав договори за низькими цінами, оскільки ніхто не знав чи буде урожай рясним або мізерним. Власники пресів були готові підстрахувати себе від можливих занадто низьких доходів. Коли дозрів урожай і попит на використання оливкових пресів значно перевищив пропозицію, Фалес міг продавати свої обумовлені в контрактах права на використання оливкових пресів за своїм вибором на вигідних для себе умовах, на чому заробив багато грошей.
Перші ф'ючерсні торги на сучасних біржах з'явилася в 1710 році на біржі в Осаці, Японія.
Практично всі сучасні товарні, фондові та валютні біржі крім угод спот проводять торги ф'ючерсними контрактами.

## Особливості ф'ючерсної торгівлі
Торгівлю на ф'ючерсній біржі в порівнянні з торгівлею реальним товаром на товарній біржі відрізняють:
- переважно спекулятивний характер угод;
- непрямий зв'язок з ринком реального товару через хеджування;
- повна уніфікація всіх умов контракту, крім ціни;
- участь клірингової палати в розрахунках між покупцем і продавцем;
- широке поширення торгівлі з використанням кредиту, що надається під заставу товару, що торгується (маржинальна торгівля).